# Julian Ptaszyński
Julian Faustyn Ptaszyński (ur. 15 lutego 1897 w Radomiu, zm. 11 lipca 1931 w Płocku) – rotmistrz dyplomowany Wojska Polskiego, działacz niepodległościowy.

## Życiorys
Urodził się 15 lutego 1897 w Radomiu, ówczesnej stolicy guberni radomskiej.
Od 1 października 1915 do 17 listopada 1916 służył nieprzerwanie w polu, w III plutonie 1. szwadronu i w III plutonie 3. szwadronu 1 pułku ułanów Legionów Polskich. Uczestniczył w kampanii wołyńskiej pułku. Wiosną 1917 został odnotowany w Komisariacie Werbunkowym w Rawie i przedstawiony do odznaczenia austriackim Krzyżem Wojskowym Karola.
Po I wojnie światowej w Wojsku Polskim. Służył w 1 pułku strzelców konnych w Garwolinie. 3 maja 1922 został zweryfikowany w stopniu porucznika ze starszeństwem od 1 czerwca 1919 i 470. lokatą w korpusie oficerów jazdy (od 1924 – kawalerii). 19 marca 1928 prezydent RP nadał mu stopień rotmistrza z dniem 1 stycznia 1928 i 59. lokatą w korpusie oficerów kawalerii. Z dniem 2 listopada 1928, po „złożeniu egzaminów wstępnych z dobrym postępem i odbyciu przepisanego stażu liniowego”, został przeniesiony do Wyższej Szkoły Wojennej w Warszawie na kurs 1928–1930 z równoczesnym przeniesieniem do kadry oficerów kawalerii. Z dniem 1 listopada 1930, po ukończeniu kursu i otrzymaniu dyplomu naukowego oficera dyplomowanego, został przeniesiony do Centrum Wyszkolenia Kawalerii na stanowisko wykładowcy taktyki. Zmarł 11 lipca 1931 w Płocku.

## Ordery i odznaczenia
- Krzyż Niepodległości – pośmiertnie 2 sierpnia 1931 „za pracę w dziele odzyskania niepodległości”[20][21][22][23]
- Krzyż Walecznych[7][14]
- Srebrny Krzyż Zasługi – 10 listopada 1928 „w uznaniu zasług położonych na polu pracy w poszczególnych działach wojskowości”[24][25]
- Odznaka Pamiątkowa Więźniów Ideowych[26]